# Cedrela

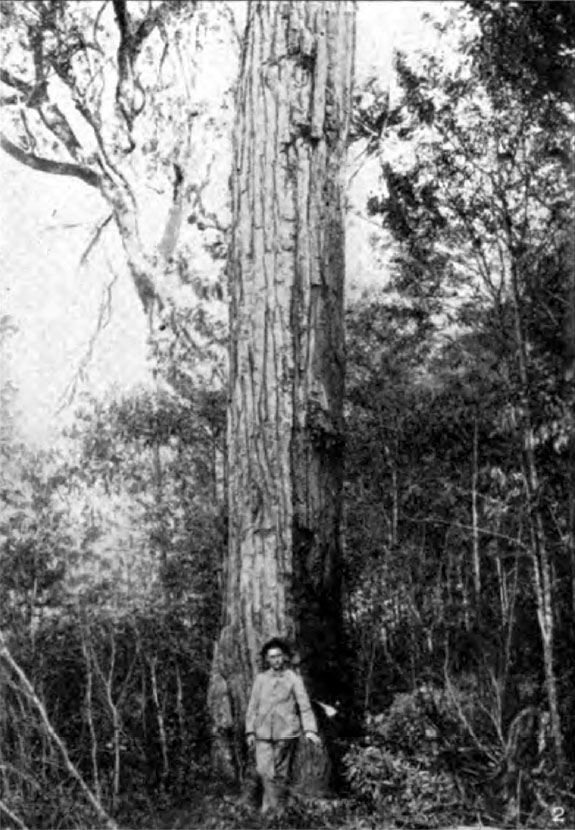
Historický snímek cedrely

Cedrela (Cedrela) je rod rostlin z čeledi zederachovité. Jsou to opadavé stromy se zpeřenými listy a pětičetnými drobnými květy. Plodem je tobolka s křídlatými semeny. Rod zahrnuje 18 druhů a je rozšířen v Latinské Americe od Mexika po Argentinu.
Dřevo cedrel je vysoce ceněné, trvanlivé a dobře opracovatelné. Je známo pod názvem cedro. Tradičně se používalo např. k výrobě krabic na doutníky. Nejznámějším a nejvýznamnějším druhem je cedrela vonná.

## Popis
Cedrely jsou opadavé stromy, dorůstající výšky až 60 metrů. Rozměrnější exempláře mívají u paty kmene kořenové náběhy. Listy jsou sudozpeřené, složené z 8 až 20 párů lístků. Květy jsou oboupohlavné, pravidelné, uspořádané ve vrcholových, kuželovitých, latovitých květenstvích. Kalich je hluboce laločnatý až kalíškovitý. Koruna je složená z 5 volných plátků.
Tyčinek je 5 a jsou přirostlé k andogynoforu. Semeník obsahuje 5 komůrek, v nichž je po 8 až 14 vajíčkách.
Plodem je dřevnatá tobolka otevírající se od vrcholu 5 chlopněmi. Semena mají vrcholové křídlo.

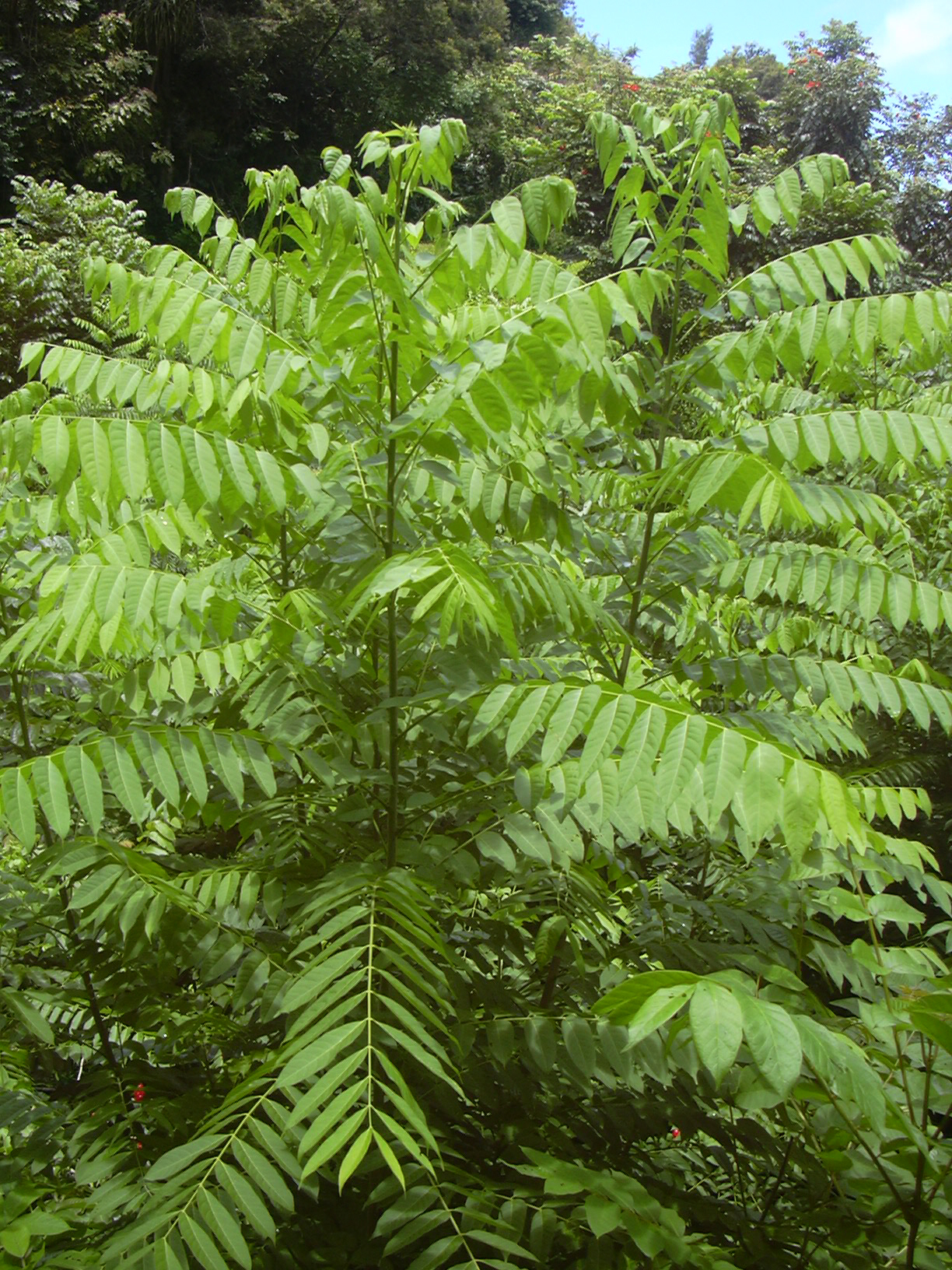
Mladé rostliny cedrely vonné
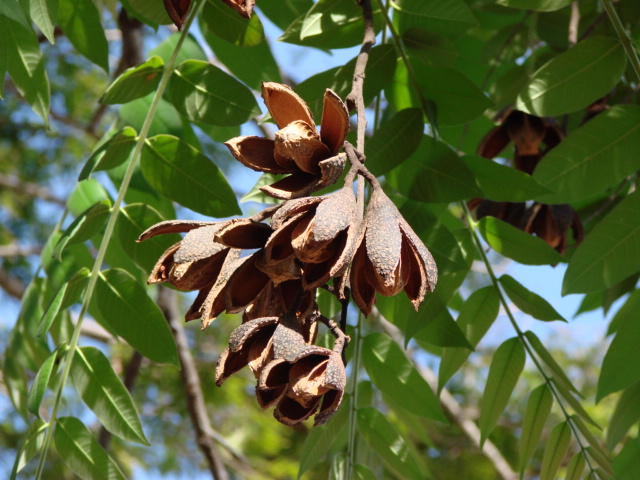
Plodenství Cedrela fissilis

## Rozšíření
Rod cedrela zahrnuje 18 druhů. Je rozšířen v Latinské Americe od severního Mexika po severní Argentinu a na Karibských ostrovech.
Centrum druhové diverzity je v západní částí Jižní Ameriky od Kolumbie po severní Argentinu.
Největší areál má cedrela vonná (sev. Mexiko až severní Argentina) a Cedrela fissilis (Stř. Amerika až severní Argentina). Jsou to také jediné dva druhy rodu udávané z Brazílie.
Cedrely rostou na nepodmáčených, dobře odvodněných stanovištích v nížinných i montánních tropických deštných lesích a v opadavých, sezónně suchých lesích.
Původní areál přirozeného rozšíření je u některých druhů obtížné stanovit, neboť byly intenzivně vyhledávány a těženy pro dřevo, druhy cedrela vonná a Cedrela angustifolia jsou navíc často používány k zalesňování. Tyto dva druhy také často rostou jako součást sekundárních lesů a na druhotných stanovištích.

## Ekologické interakce
Cedrely jsou živnými rostlinami housenek
martináčů Dirphia avia a Eacles imperialis, přástevníka Pelochyta cinerea,
lišaje Cephonodes hylas a různých drobnějších druhů můr.
Květy jsou opylovány můrami, křídlatá semena jsou šířena větrem.

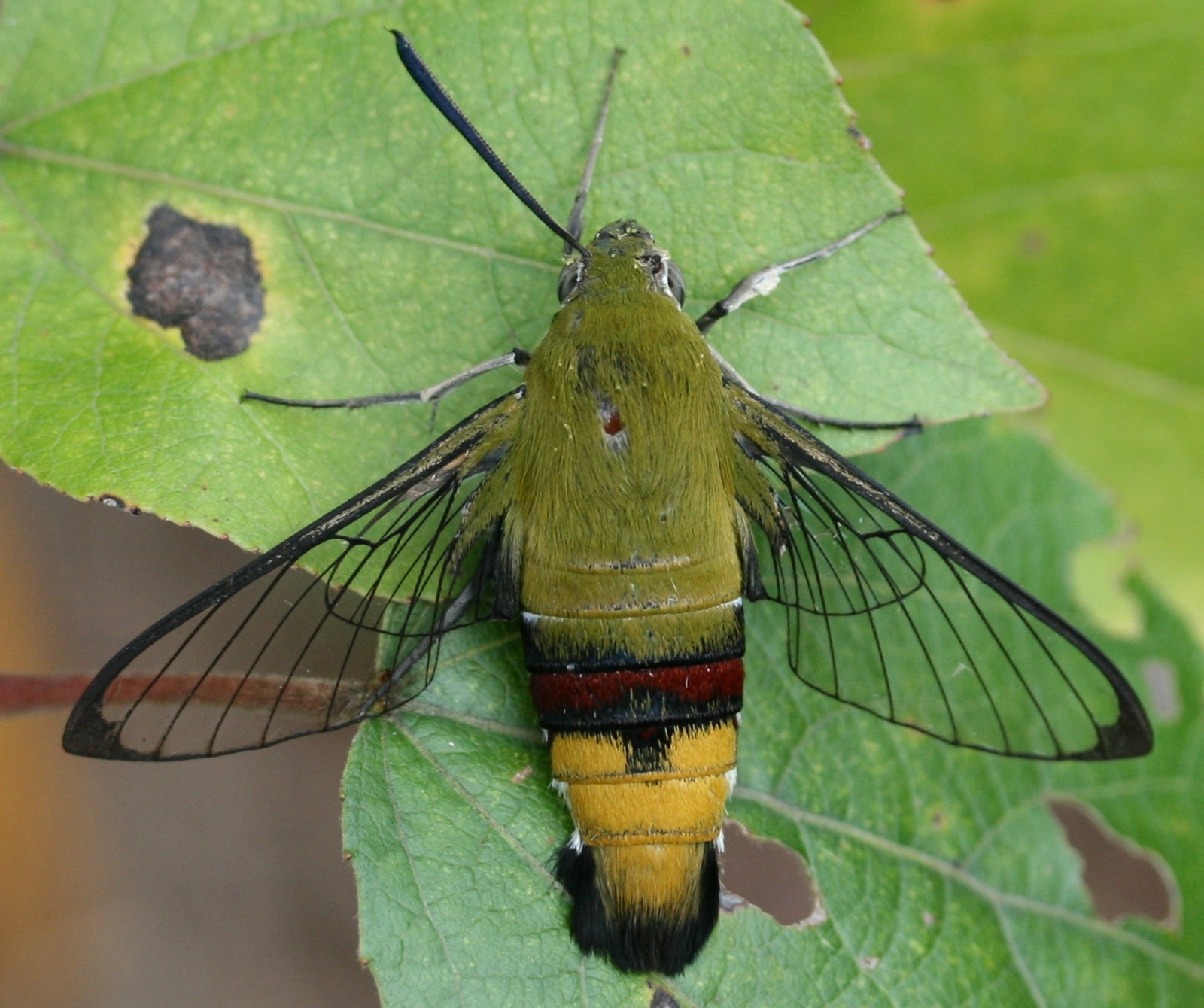
Lišaj Cephonodes hylas
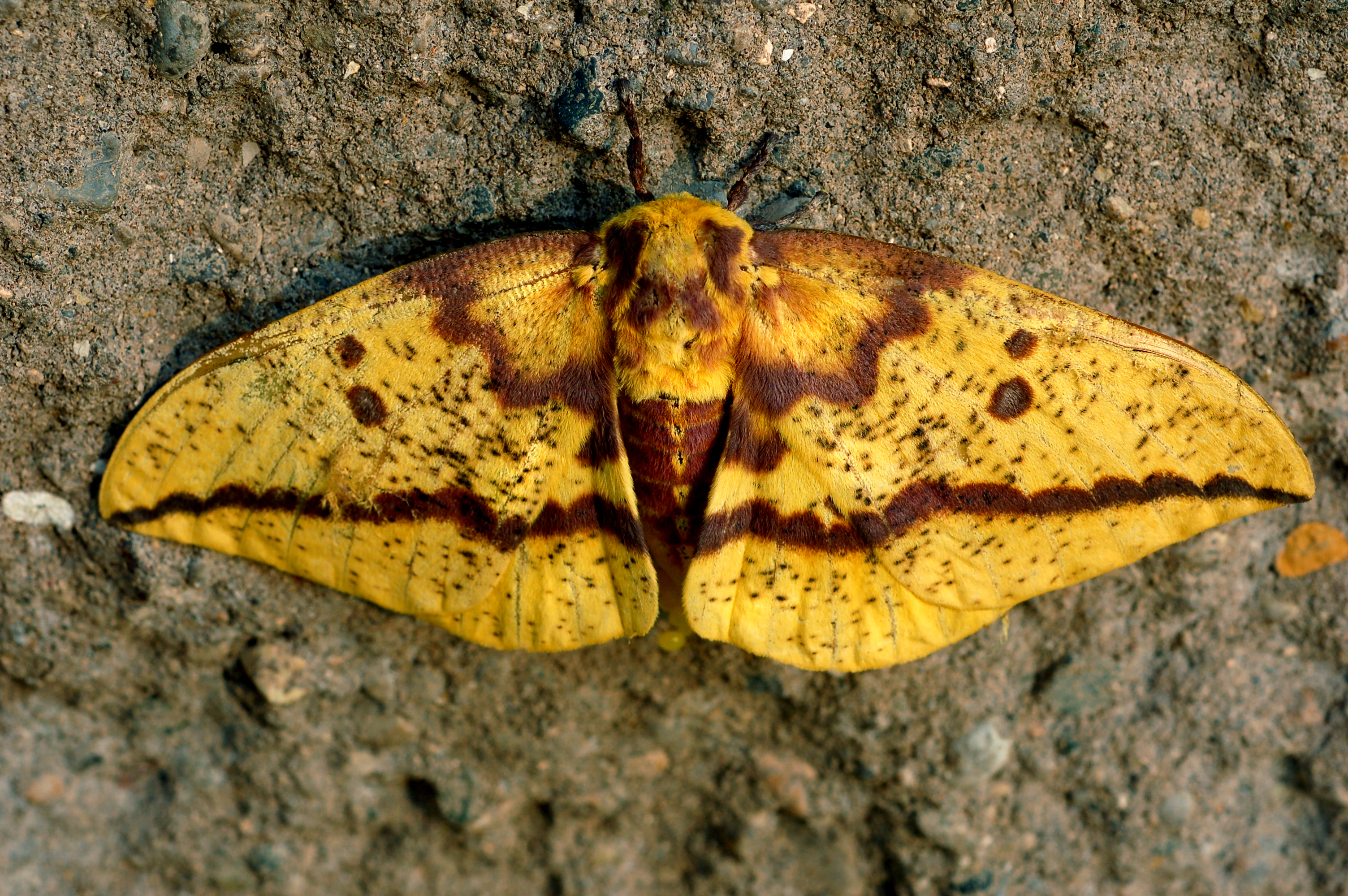
Martináč Eacles imperialis

## Taxonomie
V minulosti byly do rodu Cedrela řazeny i druhy příbuzného rodu Toona, rozšířeného v Asii a Austrálii.

## Zástupci
- cedrela vonná (Cedrela odorata)

## Význam
Dřevo cedrel je vysoce ceněné. Je pevné a přitom měkké a snadno opracovatelné, navíc příjemně voní. Obsah aromatických látek navíc odpuzuje dřevokazný hmyz včetně termitů. Jádrové dřevo cedrely vonné je světle červenohnědé, stářím tmavnoucí, dekorativní. Je známo pod názvem cedro. Používá se pro vnitřní i venkovní účely v truhlářství, stavitelství a k výrobě hudebních nástrojů.
Již od dob kolonizace Latinské Ameriky byla cedrela jedním z nejdůležitějších stromů těžených pro dřevo a i v dnešní době patří v této oblasti mezi nejvyhledávanější dřeva. Domorodci je tradičně využívají ke stavbě domů i výrobě kánoí. Mezinárodní obchod s cedrelovým dřevem se rozvinul v 80. letech 19. století, kdy začalo být využíváno v tabákovém průmyslu k výrobě krabic na doutníky. Ve 30. letech začalo být kvůli vzrůstajícím cenám nahrazováno lepenkou nebo měkčími domácími dřevy, často s potiskem napodobujícím strukturu cedrelového dřeva na vnějším povrchu.
Cedrely jsou často vysazovány jako stínící dřeviny na kávových plantážích a jako okrasné dřeviny.

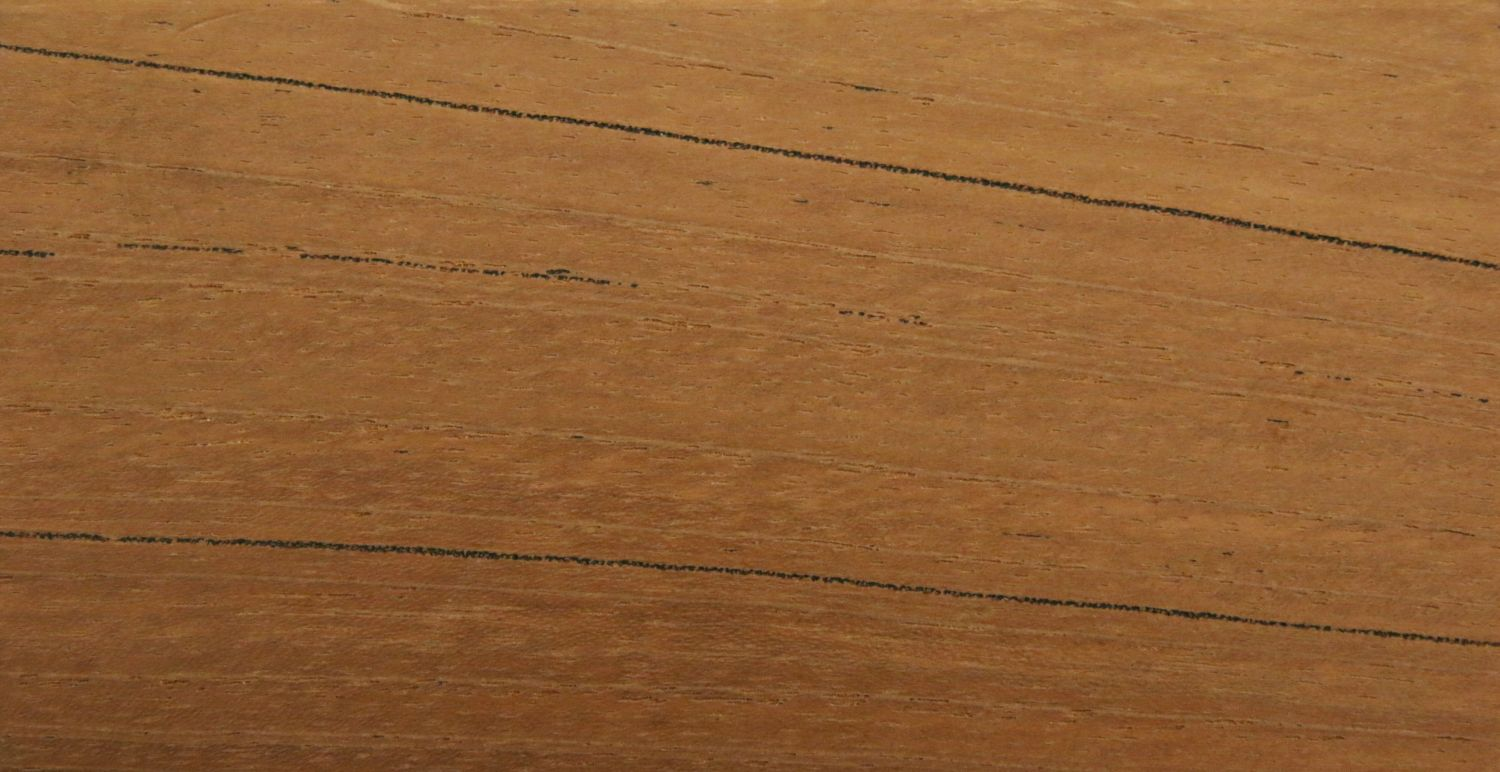
Dřevo cedrely
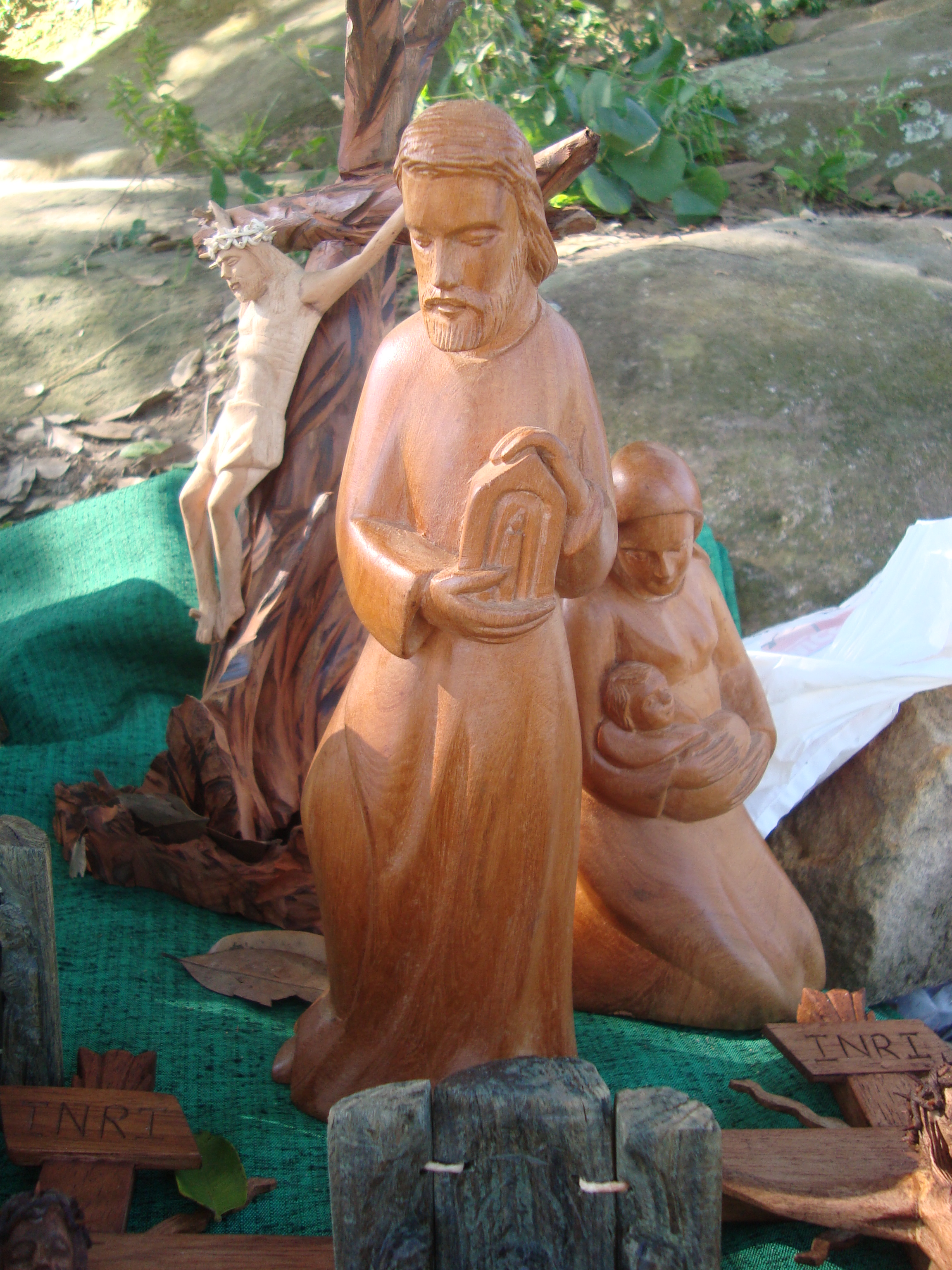
Sošky ze dřeva Cedrela fissilis